# PSR J0538+2817
PSR J0538+2817 – пульсар в созвездии Тельца. Обнаруженный в 1996 году, он вызвал интерес из-за того, что он физически связан с остатком сверхновой SNR G180.8–02.2. Характерный возраст PSR J0538+2817 оценивается в 618 000 лет. Тем не менее, наблюдение собственного движения пульсара дает гораздо более низкий результат: 30 000 ± 4 000 лет, что означает, что пульсар вращается относительно медленно, с периодом 143 миллисекунды. 